# ویکی‌مانیا
ویکی‌مانیا (به انگلیسی: Wikimania) یکی از رخدادهای سالانه و جهانی بنیاد ویکی‌مدیا است. موضوعات سخنرانی‌ها و نشست‌های ویکی‌مانیا شامل پروژه‌های ویکی‌مدیا همچون ویکی‌پدیا و دیگر ویکی‌ها، نرم‌افزارهای متن‌باز، اطلاعات آزاد، محتویات آزاد و جنبه‌های فنی و اجتماعی مرتبط با این موضوعات است. این کنفرانس، در واقع یک اجتماع برای ایجاد روحیهٔ همکاری و فرصتی است برای تمامی ویرایشگران و کاربران پروژه‌های ویکی‌مدیا برای ملاقات با یکدیگر، تبادل ایده‌ها و نظرات، گزارش و تحقیق دربارهٔ پروژه‌ها و همکاری در پروژه‌های آینده.

## دوره‌ها

نقشه، مکان‌هایی که کنفرانس ویکی‌مانیا در آن‌جا برگزار شده‌است را نشان می‌دهد. قاره‌هایی که کنفرانس‌های بیش‌تری در آن‌ها برگزار شده‌است تاریک‌تر نشان داده شده‌اند.

| کنفرانس         | تاریخ                    | مکان                            | قاره          | تعداد شرکت‌کنندگان |
| --------------- | ------------------------ | ------------------------------- | ------------- | ----------------- |
| ویکی‌مانیای ۲۰۰۵ | ۵ اوت – ۷ اوت ۲۰۰۵       | فرانکفورت، آلمان                | اروپا         | ۳۸۰               |
| ویکی‌مانیا ۲۰۰۶  | ۴ اوت – ۶ اوت ۲۰۰۶       | کمبریج (ماساچوست)، ایالات متحده | آمریکای شمالی | ۴۰۰               |
| ویکی‌مانیای ۲۰۰۷ | ۳ اوت – ۵ اوت ۲۰۰۷       | ، تایپه، تایوان                 | آسیا          | ۴۴۰               |
| ویکی‌مانیای ۲۰۰۸ | ۱۷ ژوئیه – ۱۹ ژوئیه ۲۰۰۸ | اسکندریه، مصر                   | آفریقا        | ۶۵۰               |
| ویکی‌مانیای ۲۰۰۹ | ۲۶ اوت – ۲۸ اوت ۲۰۰۹     | بوئنوس آیرس، آرژانتین           | آمریکای لاتین | ۵۵۹               |
| ویکی‌مانیای ۲۰۱۰ | ۹ ژوئیه – ۷ ژوئیه ۲۰۱۰   | گدانسک، لهستان                  | اروپا         | حدود ۵۰۰          |
| ویکی‌مانیای ۲۰۱۱ | ۴ آگوست – ۷ آگوست ۲۰۱۱   | حیفا، اسرائیل                   | آسیا          | ۷۲۰               |
| ویکی‌مانیای ۲۰۱۲ | ۱۲ ژوئیه – ۱۵ ژوئیه ۲۰۱۱ | واشینگتن دی. سی.، آمریکا        | آمریکای شمالی | ۱۴۰۰              |
| ویکی‌مانیای ۲۰۱۳ | ۷ تا ۱۱ اوت              | هنگ کنگ، چین                    | آسیا          | ۷۰۰               |
| ویکی‌مانیای ۲۰۱۴ | ۶ تا ۱۰ اوت              | لندن، بریتانیا                  | اروپا         | ۱٫۷۶۲             |
| ویکی‌مانیای ۲۰۱۵ | ۱۵ تا ۱۹ ژوئیه           | مکزیکو سیتی، مکزیک              | آمریکای شمالی | ۸۰۰               |
| ویکی‌مانیای ۲۰۱۶ | ۲۱ تا ۲۸ ژوئن            | ازینو لاریو، ایتالیا            | اروپا         | ۱۲۰۰              |
| ویکی‌مانیای ۲۰۱۷ | هفتهٔ دوم اوت             | مونترال، کانادا                 | آمریکای شمالی |                   |